# 미야자키 신궁
미야자키 신궁(일본어: 宮崎神宮)은 미야자키현 미야자키시에 있는 신사로, 구 사격은 관폐대사이며 현재는 별표신사이다.

## 역사
진무 천황이 동정 이전에 거주하였던 궁궐이 있었던 자리로 전해지는 곳으로, 원래는 진무천황 어묘(일본어: 神武天皇御廟)라는 명칭이었으나 1873년에 메이지 천황이 미야자키 신사(일본어: 宮崎神社)로 개칭, 동년 11월에 미야자키 궁으로 개칭되었으며, 1913년에 다이쇼 천황이 신궁으로 승격시킨다.
정확히 언제 만들어졌는지는 불명이며, 최초 기록은 가마쿠라 시대이다. 당시 이 지역의 지두였던 쓰치모치 노부쓰나(일본어: 土持信綱)가 전각을 설치하고, 황궁옥(일본어: 皇宮屋)이라 명명하였다는 기록이 존재한다. 이후 미야자키에 궁이 있었다는 진무 동정에 대한 기록에 따라 이 신궁은 해당 기록에 따라 진무 천황의 신사로 취급되기 시작한다.
이후 지속적으로 전각이 추가되었으나 그냥 지방신사 취급을 받았던 미야자키 신궁은, 메이지 천황에 의해 진무창업의 시작지로 지정되어 이 신궁이 각광을 받게 된다.
교통편은 JR규슈 닛포 본선의 미야자키진구역에서 내리면 된다.

## 행사
- 1월 1일 세단제(일본어: 歳旦祭)
- 1월 2일 대어찬제(일본어: 大御饌祭)
- 1월 3일 원시제(일본어: 元始祭)
- 1월 7일 소화천황제요배(일본어: 昭和天皇祭遙拝)
- 2월 23일 천장제(일본어: 天長祭)
- 4월 3일 신무천황제(일본어: 神武天皇祭)
- 10월 25일 어동천기념제(일본어: 御東遷記念祭)
- 10월 26일 예제(일본어: 例祭)
- 예제 후 토, 일요일 어신행제(일본어: 御神幸祭)
- 11월 3일 명치제(일본어: 明治祭)
- 11월 23일 신상제(일본어: 新嘗祭)
- 12월 25일 대정천황제요배(일본어: 大正天皇祭遙拝)
- 12월 31일 대불(일본어: 大祓)

## 건축물
- 본전(일본어: 本殿)
- 폐전(일본어: 幣殿)
- 배전(일본어: 拝殿)
- 도전(일본어: 渡殿)
- 어료옥(일본어: 御料屋)
- 신찬소(일본어: 神饌所)
- 배소(일본어: 拝所)
- 징고관(일본어: 徴古館) - 구 보물전이었다.
- 신궁회관(일본어: 神宮会館)

### 섭사
- 고구 신사(일본어: 皇宮神社)
- 고쇼이나리 신사(일본어: 五所稲荷神社)

## 갤러리

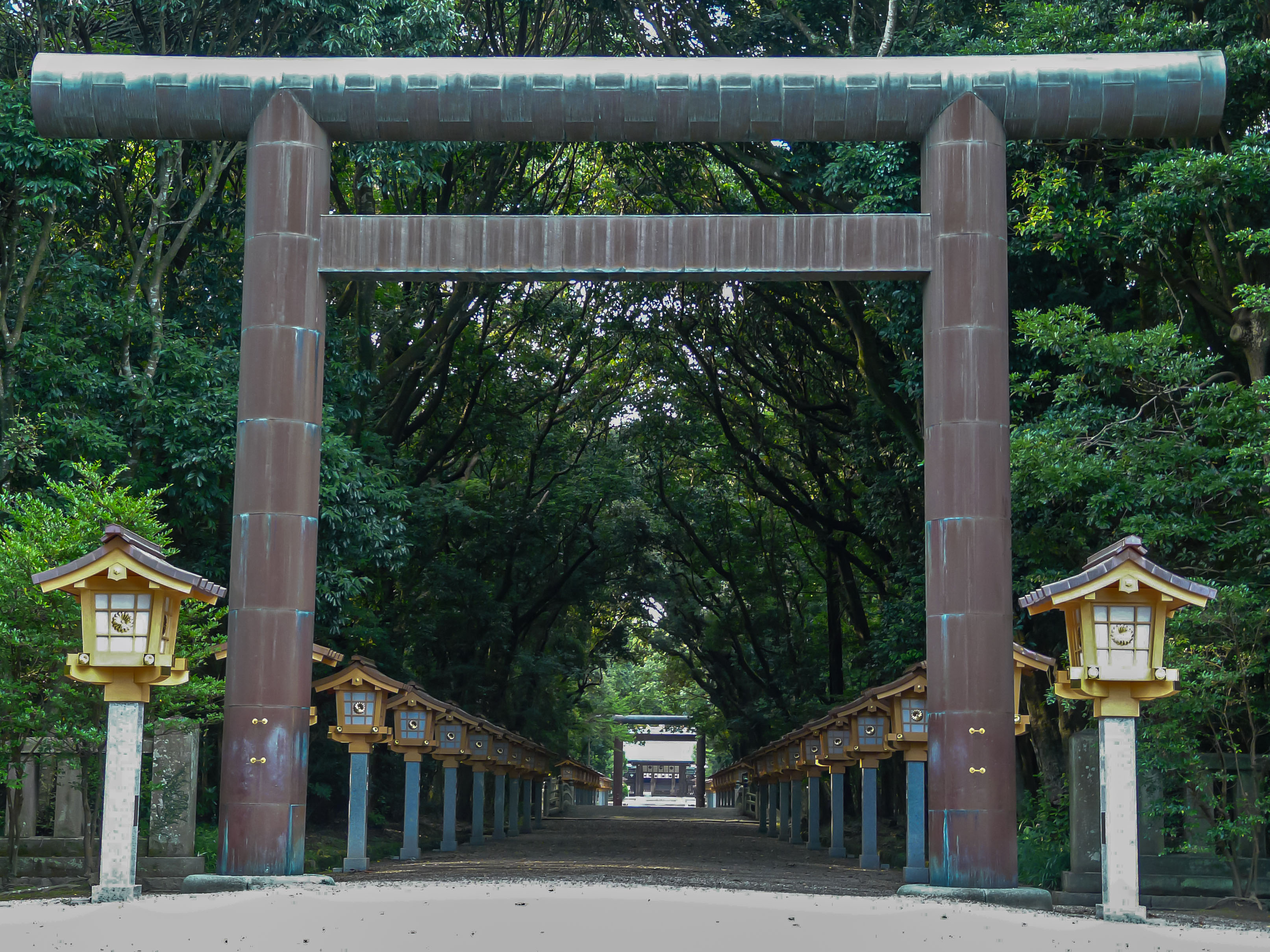
미야자키 신궁 오도리이
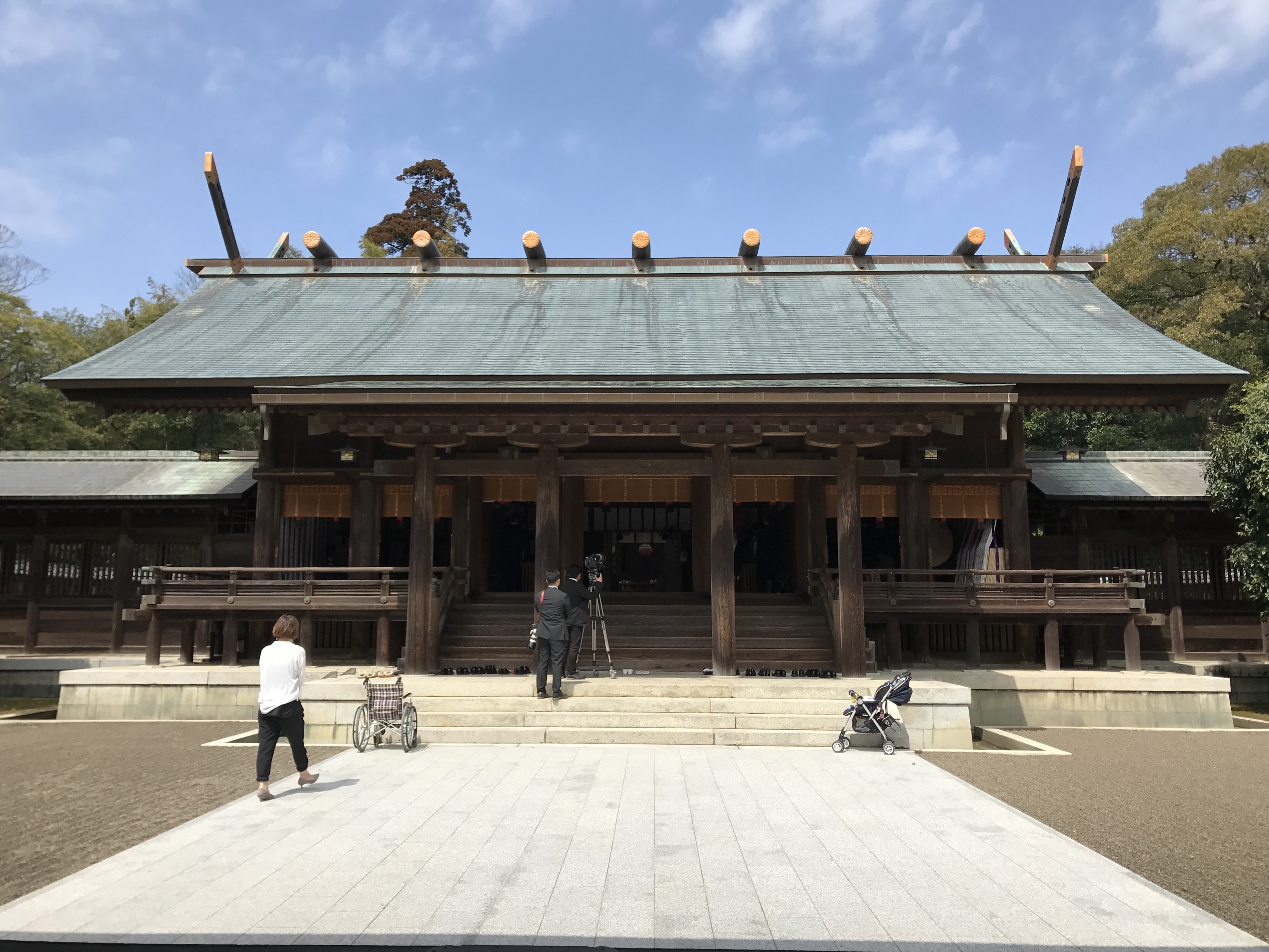
배전
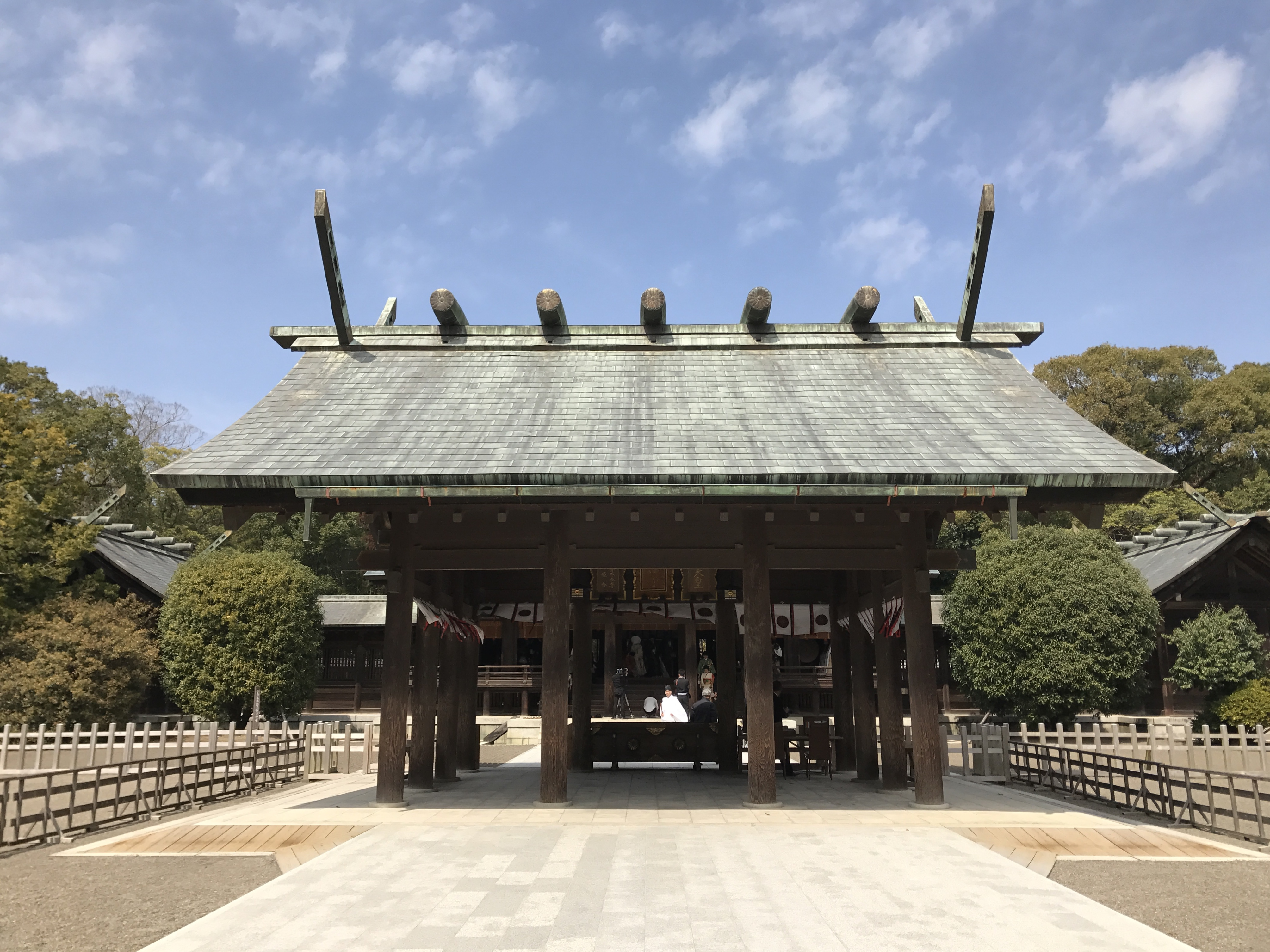
배소
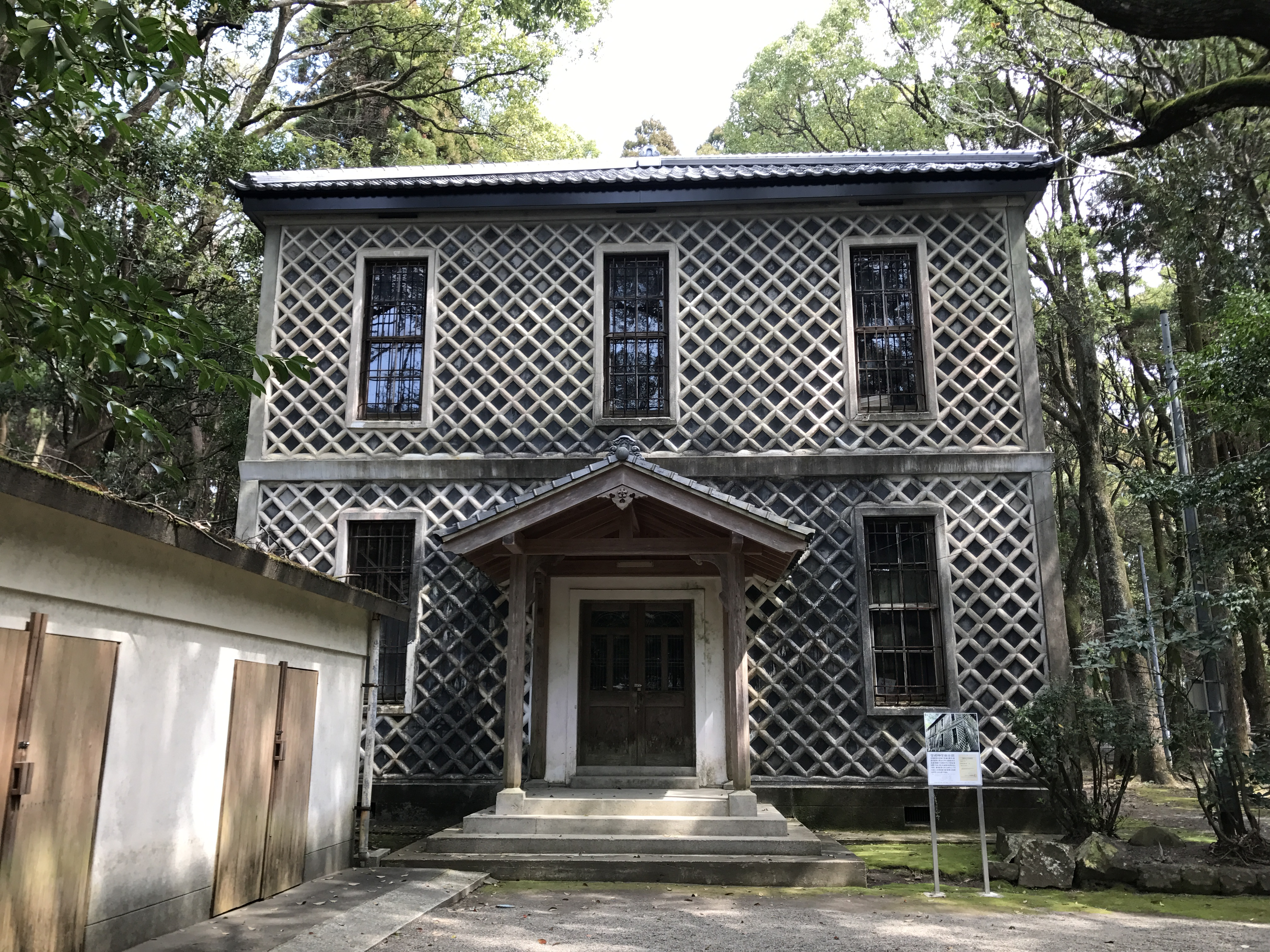
징고관
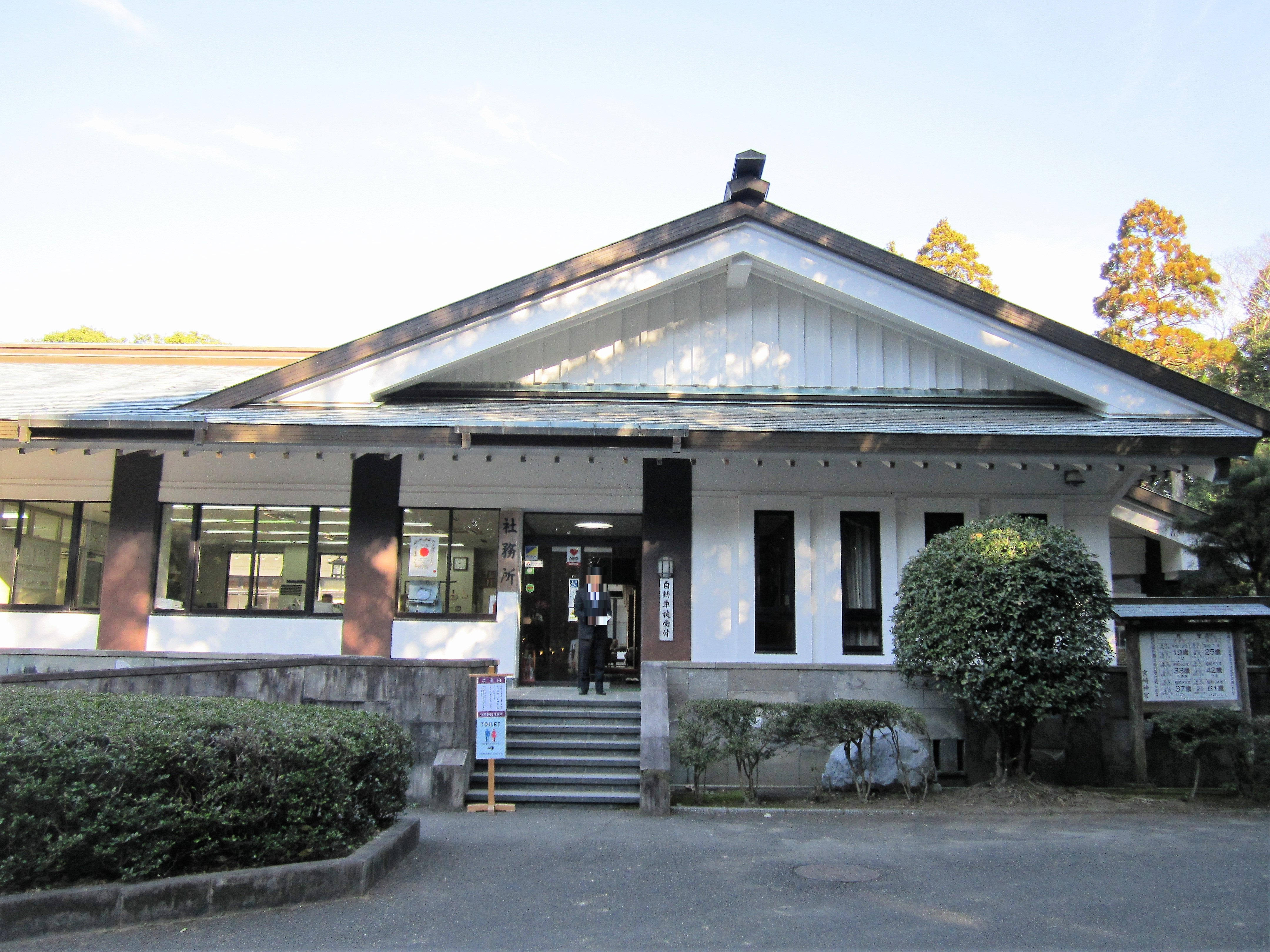
신궁회관